# World Surfing Games
I World Surfing Games  sono una competizione sportiva annuale organizzata dalla International Surfing Association, valida per assegnare il titolo di campione e campionessa del modo.

## Edizioni
| Edizione | Anno | Città                     |
| -------- | ---- | ------------------------- |
| I        | 1964 | Manly                     |
| II       | 1965 | Lima                      |
| III      | 1966 | San Diego                 |
| IV       | 1968 | Rincón                    |
| V        | 1970 | Torquay - Lorne - Johanna |
| VI       | 1972 | San Diego                 |
| VII      | 1978 | East London               |
| VIII     | 1980 | Biarritz                  |
| IX       | 1982 | Gold Coast                |
| X        | 1984 | Huntington Beach          |
| XI       | 1986 | Newquay                   |
| XII      | 1988 | Aguadilla                 |
| XIII     | 1990 | Chiba                     |
| XIV      | 1992 | Lacanau                   |
| XV       | 1994 | Rio de Janeiro            |
| XVI      | 1996 | Huntington Beach          |
| XVII     | 1998 | Lisbon                    |
| XVIII    | 2000 | Maracaípe                 |
| XIX      | 2002 | Durban                    |
| XX       | 2004 | Salinas                   |
| XXI      | 2006 | Huntington Beach          |
| XXII     | 2008 | Costa de Caparica         |
| XXIII    | 2009 | Playa Hermosa             |
| XXIV     | 2010 | Punta Hermosa             |
| XXV      | 2011 | Pedasí                    |
| XXVI     | 2013 | Santa Catalina            |
| XXVII    | 2014 | Punta Rocas               |
| XXVIII   | 2015 | Popoyo                    |
| XXIX     | 2016 | Jacó                      |
| XXX      | 2017 | Biarritz                  |
| XXXI     | 2018 | Tahara                    |
| XXXII    | 2019 | Miyazaki                  |
| XXXIII   | 2021 | Surf City                 |
| XXXIV    | 2022 | Huntington Beach          |
| XXXV     | 2023 | Surf City                 |
| XXXVI    | 2024 | Arecibo                   |
| XXXVII   | 2025 | Surf City                 |

## Medagliere
Aggiornato al 1966
| Posiz. | Nazione     | Oro | Argento | Bronzo | Totale |
| ------ | ----------- | --- | ------- | ------ | ------ |
| 1      | Australia   | 3   | 1       | 1      | 5      |
| 2      | Stati Uniti | 2   | 5       | 5      | 12     |
| 3      | Perù        | 1   | 0       | 0      | 1      |
| Totale | Totale      | 6   | 6       | 6      | 18     |